# Kwasi Kwarteng
Akwasi Addo Alfred Kwarteng (Waltham Forest, 26 de maig de 1975) és un polític britànic que va exercir com a Ministre d'Hisenda del Regne Unit al 2022. Anteriorment va exercir com a secretari d'Estat d'Empresa, Energia i Estratègia Industrial del 2021 al 2022. Membre del Partit Conservador, és membre del Parlament (MP) per Spelthorne (nord de Surrey) des de 2010.
El novembre de 2018, Kwarteng va ser nomenat subsecretari d'Estat al Departament per a la Sortida de la Unió Europea. Després de l'elecció de Boris Johnson com a primer ministre el juliol de 2019, Kwarteng va ser ascendit a ministre d'Empreses, Energia i Creixement Net. El gener de 2021, Kwarteng va ser ascendit a Business Secretary, convertint-se en el primer diputat negre a exercir com a secretari d'Estat.
Després de la dimissió de Johnson el 2022, Kwarteng va donar suport a l'aposta de Liz Truss per convertir-se en líder conservadora. Després del nomenament de Truss com a primera ministra, va nomenar Kwarteng com a Ministre d'Hisenda, convertint-lo en la primera persona negra a ocupar el càrrec. El 23 de setembre, Kwarteng va anunciar un " mini-pressupost " que va ser àmpliament criticat i va provocar que la lliura esterlina caigués al seu nivell més baix respecte al dòlar estatunidenc.

## Biografia

### Primers anys i estudis
Kwarteng va néixer al districte londinenc de Waltham Forest el 1975, fill únic d'Alfred K. Kwarteng i Charlotte Boaitey-Kwarteng, els qui havien emigrat de Ghana com a estudiants a la dècada de 1960. La seva mare és advocada i el seu pare economista a la Secretaria de la Mancomunitat.
Després de començar l'escola en una escola primària estatal, Kwarteng va assistir a Colet Court, una escola preparatòria independent a Londres, on va guanyar el Premi d'Història Harrow el 1988. Kwarteng després va anar a l'Eton College, on va ser becari del rei i va rebre el prestigiós premi Newcastle Scholarship. Va estudiar clàssics i història al Trinity College, Cambridge, aconseguint un primer lloc en totes dues matèries i guanyant dues vegades la Medalla Browne. Va ser membre de l'equip que va guanyar la University Challenge el 1995 (en la primera sèrie després que la BBC revisqués el programa el 1994). Mentre va estar a Cambridge, va ser membre del University Pitt Club i des de llavors hi ha tornat de visita. Va assistir a la Universitat Harvard amb una beca Kennedy i després va obtenir un doctorat en història econòmica de la Universitat de Cambridge el 2000.

### Món laboral
Abans de convertir-se en membre del parlament, Kwarteng va treballar com a columnista al diari de The Daily Telegraph i com a analista financer a JPMorgan Chase i altres bancs d'inversió. Va escriure un llibre, Ghosts of Empire, sobre el llegat de l'Imperi Britànic, publicat per Bloomsbury el 2011. També va ser coautor de Gridlock Nation amb Jonathan Dupont el 2011, sobre les causes i les solucions a la congestió del trànsit a Gran Bretanya.

### Vida personal
Els amics descriuen a Kwarteng com una persona "intensament reservada". Anteriorment va estar en una relació amb l'exministra conservadora de l'Interior, Amber Rudd. Es va casar amb l'advocada de la ciutat, Harriet Edwards, el desembre del 2019. La seva filla va néixer el 15 d'octubre de 2021. Ha viscut aBayswater i al gener de 2022 va comprar una casa a Greenwich.

## Carrera parlamentària

### Inicis
Kwarteng va ser seleccionat com a candidat conservador per a Spelthorne en unes primàries obertes el gener de 2010 després que l'actual diputat conservador, David Wilshire, es veiés embolicat en una controvèrsia derivada de l'escàndol de les despeses parlamentàries i anunciés que es retiraria del Parlament en les pròximes eleccions generals.
Kwarteng va guanyar l'escó amb 22.261 vots (numèricament més vots però un percentatge de vots més baix que el seu predecessor). Kwarteng no va votar sobre el projecte de llei de referèndum de la UE a l'octubre de 2011. Kwarteng va irritar al Ministre d'Hisenda George Osborne en 2013 en criticar el pla d'habitatge Help to Buy com a inflacionari.
Kwarteng va ser reelegit a les eleccions generals de 2015 amb una majoria ampliada. Kwarteng va donar suport a la sortida del Regne Unit de la Unió Europea en el referèndum de 2016.

### Carrera ministerial primerenca (2017-2019)
Després de les eleccions generals de 2017, Kwarteng va ser nomenat Secretari Parlamentari Privat del Ministre d'Hisenda Philip Hammond. El 16 de novembre de 2018, Kwarteng va reemplaçar a Suella Braverman com a ministra en el Departament per a la Sortida de la UE.
Kwarteng va ser un partidari vocal de Boris Johnson a les eleccions de lideratge del Partit Conservador de 2016 i 2019. Després de la victòria de Johnson en les últimes eleccions, el 25 de juliol de 2019, Kwarteng va ser nomenat Ministre d'Estat al Departament de Negocis, Energia i Estratègia Industrial juntament amb Jo Johnson, germà del Primer Ministre. Va ser nomenat membre del Consell Privat el mateix dia.

### Secretari d'Estat d'Empresa, Energia i Estratègia Industrial
El 8 de gener de 2021, com a part d'una mini-reorganització, va reemplaçar a Alok Sharma com a Secretari d'Estat de Negocis, Energia i Estratègia Industrial. Es va convertir en el segon home negre a servir en el gabinet, seguint els passos de Paul Boateng, qui es va exercir com a secretari en cap del Tresor, i el primer conservador negre. També es va convertir en el primer home negre a dirigir un departament del govern en ser designat al nivell de Secretari d'Estat. Ha compromès al seu departament a reduir les emissions globals per a detenir el canvi climàtic. El maig de 2021, Kwarteng va inaugurar una nova planta de bateries per a automòbils elèctrics a Oxfordshire.

## Punts de vista polítics
Partidari de la sortida del Regne Unit de la Unió Europea (UE) en el referèndum de 2016, Kwarteng és considerat membre de la dreta del Partit Conservador.

## Publicacions
- Kwarteng, Kwasi. Ghosts of empire : Britain's legacies in the modern world.  Londres: Bloomsbury, 2011. ISBN 978-1-4088-2290-6. OCLC 904756788.
- Kwarteng, Kwasi; Priti Patel, Dominic Raab, Chris Skidmore and Elizabeth Truss. After the Coalition..  Londres: Biteback, 2011. ISBN 978-1-84954-212-8. OCLC 771875676.
- Kwarteng, Kwasi; Jonathan Dupont. Gridlock nation : why Britain's transport systems are heading towards gridlock and what we can do to stop it.  Londres: Biteback, 2011. ISBN 978-1-84954-112-1. OCLC 751663991.
- Britannia Unchained: Global Lessons for Growth and Prosperity.  Houndmills, Basingstoke, Hampshire: Palgrave Macmillan, 2012. ISBN 9781137032232. OCLC 809314985.
- Kwarteng, Kwasi. War and gold : a five-hundred-year history of empires, adventures and debt.  Londres: Bloomsbury, 2014. ISBN 978-1-4088-4815-9. OCLC 872709558.
- Kwarteng, Kwasi. Thatcher's trial : six months that defined a leader.  Londres: Bloomsbury, 2015. ISBN 978-1-4088-5917-9. OCLC 919896895.